# Eupithecia repetita
Eupithecia repetita is een vlinder uit de familie van de spanners (Geometridae). De wetenschappelijke naam van de soort is voor het eerst geldig gepubliceerd in 1981 door Vojnits.
De soort komt voor in Afghanistan en Pakistan.